# Biofilter
Biofilter är en teknik för att fånga och biologiskt bryta ner föroreningar med hjälp av filter bestående av mikroorganismer. Tekniken används ofta för att rena avloppsvatten, för att fånga och oskadliggöra farliga kemikalier i ytavrinning samt vid mikrob oxidation av föroreningar i luft.